# Gemmula vagata
Gemmula vagata é uma espécie de gastrópode do gênero Gemmula, pertencente a família Turridae.